# Pearl King
Pour les articles homonymes, voir King.
Pearl Helen Mellows King, née le 17 juin 1918 à Croydon, et morte le 13 janvier 2015, est une psychologue et psychanalyste britannique. Historienne de la psychanalyse britannique, elle est connue pour l'édition scientifique des minutes des grandes controverses scientifique des années 1940 et comme archiviste de la Société britannique de psychanalyse.

## Biographie
Pearl King naît à Croydon, puis passe sa première enfance au Tanganyika, en Afrique de l'Est, où ses parents, Louise et Stanley King sont missionnaires chrétiens. Elle est ensuite pensionnaire en Angleterre. Elle commence ses études de psychologie en 1937, au Bedford College, collège pour femmes de l'université de Londres. Dans le contexte des accords de Munich et de la guerre d'Espagne, elle devient communiste. Elle obtient son diplôme de psychologie avec une mention en sociologie, en 1941, puis s'inscrit quelque temps à l'université d'Édimbourg pour une formation en management, avant participer à l'effort de guerre dans l'industrie. Après la guerre, elle travaille durant trois ans au service du personnel dans une fabrique royale d'armement. Elle retourne ensuite à l'université de Londres, où elle mène une recherche sur la formation. 
Elle commence une activité professionnelle de chargée de recherches pour le Tavistock Institute et le Conseil de la recherche médicale, tout en se formant à la psychanalyse, au sein de la Société britannique de psychanalyse, à partir de 1946. Elle fait une analyse avec John Rickman, et des supervisions avec Marion Milner, Michael Balint et Donald Winnicott. Elle devient membre associée de la Société en 1951, membre titulaire en 1954, puis didacticienne en 1955. Elle occupe plusieurs fonctions institutionnelles : ainsi, elle est secrétaire du comité d'organisation du XVIIIe congrès de l'Association psychanalytique internationale à Londres en 1953 puis secrétaire, avec Sylvia Payne, du comité d'organisation du centenaire de Freud (1956). Elle occupe également plusieurs fonctions au sein de la Société psychanalytique britannique, dont elle est secrétaire en 1956-1958, vice-présidente en 1964-1966 et présidente en 1982-1984, devenant la première analyste non-médecin à occuper ce poste. Elle est secrétaire de l'Association psychanalytique internationale en 1957-1961 et de la Fédération européenne de psychanalyse. En 1963,  elle a contribué à l'élaboration de la "nouvelle Constitution" de l'Association psychanalytique internationale adoptée au congrès de Stockholm. En 1984, elle est nommée archiviste de la Société britannique, et occupe cette fonction jusqu'en 1994. Elle fait partie du groupe des Indépendants au sein de la société psychanalytique. En 2005, elle publie son unique ouvrage constitué du recueil de ses articles et communications.
Elle est l'auteure de contributions d'histoire de la psychanalyse mais également de plusieurs entrées du Dictionnaire international de la psychanalyse dirigé par Alain de Mijolla (2002), rédigeant les notices biographiques de Sylvia Payne, John Rickman, Melitta Schmideberg et Ella Freeman Sharpe, ainsi que l'article consacré à la Société britannique de psychanalyse. Sauf quelques exceptions,, peu de ses articles sont traduits en français. 

## Les Controverses Anna Freud-Melanie Klein (1941-1945)
Pearl King est responsable de l'édition scientifique des minutes des Controverses Anna Freud-Melanie Klein (1941-1945), publiées en 1991, avec Riccardo Steiner, qui lui succédera comme archiviste de la Société de psychanalyse britannique en 1994.
Ces débats scientifiques se sont déroulés au sein du mouvement psychanalytique britannique, à partir de novembre 1940. Les diverses tendances du freudisme, présentes dans la Société britannique de psychanalyse, se sont durement opposées, sur le plan théorique et clinique.
L'ouvrage comprend des textes de présentation historiques et théoriques, les minutes des séances, les textes scientifiques présentés par les protagonistes lors des séances, des notices biographiques, une bibliographie et un index des noms. Il est publié en anglais en 1991, puis traduit en allemand et en français. L'édition française publiée aux Puf comporte une préface d'André Green. La traduction française est réalisée par Luiz Eduardo Prado de Oliveira.

## Distinctions
- 1982-1984 : présidente de la Société britannique de psychanalyse
- 1992 : Sigourney Award pour ses contributions à la psychanalyse[6]

## Publications
- Les Controverses Anna Freud-Melanie Klein (1941-1945), Paris, Puf, 1996, 864 p.,  (ISBN 978-2-13-047440-1) (trad. de The Freud—Klein Controversies, 1941—45, London ; New York : Tavistock/Routledge, 1991,  (ISBN 0415082749))
- Time present and time past : selected papers of Pearl King, Londres/New York, Karnac, 2005
- Fifty years of attachment theory, avec Richard Bowlby, Londres, Karnac on behalf of the Winnicott Clinic of Psychotherapy, 2004
- (dir.) [mélanges] No ordinary analyst : the exceptional contributions of John Rickman, Londres, Routledge, 2003, 382 p. (ISBN 1855759209).